# سيشن (لاسيثي)
سيشن (Σίσιον) هي مدينة في لاسيثي في اليونان.